# Національна дорога 34 (Польща)
Національна дорога 34 (пол. Droga krajowa nr 34, DK34) — національна дорога класу GP у південній частині Нижньосілезького воєводства, протяжністю 10 км. Повністю проходить через Свідницький повіт. З'єднанує DK5 з DK35. У минулому ділянка сьогоднішньої DK12 мала таке саме маркування.

## Допустиме навантаження на вісь
З 13 березня 2021 року на всій протяжності дороги дозволено рух транспортних засобів з навантаженням на одну ведучу вісь до 11,5 тонн.

## Міста, розташовані на трасі DK34
- Добромеж (DK5, DK375)
- Шиманув
- Яскулін
- Свебодзиці (DK35, DK374)